# 亜熱帯マジ-SKA爆弾
亜熱帯マジ-SKA爆弾（あねったいマジすかばくだん）は、コナミ株式会社の音楽ゲーム（BEMANIシリーズ）で活躍する、小野秀幸を隊長として、Jimmy Weckl、Doki Doki Dokkyが結成したスカユニット。主に『GUITARFREAKS』、『drummania』、『pop'n music』に曲提供をしている。ユニット名はジャズバンド「熱帯JAZZ楽団」のパロディ。
女性ヴォーカリスト・MAKIをフィーチャーする事が多く、2004年7月30日にはファーストアルバム「亜熱帯マジ-SKA爆弾 featuring MAKI」を発売している（コナミスタイルでの通信販売）。
過去に一度だけ、パーキッツのライブにゲスト参加した際に、女性トロンボーニストを迎えて「亜熱帯マジ-SKA爆弾4WDターボ」となった事がある。
『pop'n music』のライブ等にも参加。
2006年4月21日公式サイトにて解散が発表され、事実上解散した。但し、ゲームの制作や発売の時期の関係で、最後の楽曲「七福神」は2006年9月に発表された。その後、2007年12月2日に行われたTHE GITADO LIVEにて一夜だけの復活も行われた。

## メンバー構成
- 小野秀幸（トランペット）
- Jimmy Weckl（サックス、トロンボーン）
- Doki Doki Dokky（トランペット）

### ライブ時のメンバー等
- いけちゃん（ギター）
- 工藤さん（ベース）
- Q-Mex（久米由基）（キーボード）
- はやP（林陽一）（パーカッション、チキ）

## 楽曲

### GuitarFreaks&DrumManiaシリーズ
- CASSANDRA
- Double Trouble（feat. Thomas Howard Lichtenstein）
- スイマーズ（feat. MAKI）
- 三毛猫ロック
- しかられ日和（Handsome JETと亜熱帯マジ-SKA爆弾）
- 琉球ランデブー（feat. MAKI）
- 妄想学園ino-koi組（feat. MAKI）
- 七福神 - Jimmy Weckl作曲。

### pop'n musicシリーズ
- Ska Ska No.3
- 林檎と蜂蜜（feat. MAKI）
- HONEY BEE（feat. MAKI）
- ラブラブギウギ（feat. MAKI）
- 青春スタイル in 2003（feat. ワタナベマサキ）
- 林檎夫人（feat. MAKI）
- Ska Ska No.4
- HOTな夜の（秘）ドリンク（feat. MAKI）
- マッシュな部屋（feat. MAKI）

### ee'MALLシリーズ
- 花見で一杯（feat. MAKI）
- 悪アガキ（feat. MAKI）

### ゲーム未収録（アルバムのみの曲）
- 再会☆MAGIC（feat. MAKI）
- 通り恋（feat. MAKI）
- SUBTROPICAL ZOO!!

## ディスコグラフィー

### アルバム
1. 亜熱帯マジ-SKA爆弾 feat.MAKI（2004年7月30日）
  - 【ロングバージョン新録楽曲】
    1. 花見で一杯
    2. 林檎夫人
    3. 琉球ランデブー
    4. less

  - 【アルバム用ニューアレンジ楽曲（ドラム新録含む）】
    1. 三毛猫ロック
    2. 林檎と蜂蜜
    3. HONEY-BEE
    4. Ska Ska No.3
    5. CASSANDRA
    6. ラブラブギウギ♥
    7. スイマーズ

  - 【アルバムオリジナル】
    1. 再会☆ＭＡＧＩＣ
    2. SUBTROPICAL ZOO!!
    3. 通り恋